# Estera (knjiga)
Estera je jedna od knjiga Biblije i Staroga zavjeta. Pripada među najpoznatije starozavjetne knjige. Pokazuje skrb Boga prema izraelskom narodu preko Estere. Židovi je čitaju na blagdan Purim. Biblijska kratica knjige je Est.
U knjizi je ispričana priča upitne povijesne vjerodostojnosti, dok su neki dijelovi potvrđeni preko Herodotovih spisa i arheoloških istraživanja. Odvija se u vrijeme perzijskog kralja Ahasvera. Smatra se, da je to najvjerojatnije bio Kserkso I., koji je vladao 486. do 465. g. pr. Kr. Nije poznato ime pisca, ali se radi o pobožnom Židovu, domoljubu koji je poznavao prilike na kraljevskom dvoru i bio sudionik događaja. Perzijski kralj Kir Veliki dopustio je Židovima povratak iz zatočeništva, dio je otišao kući, a dio je ostao. Ova knjiga piše o Židovima, koji su ostali u Perziji.
Perzijski kralj Ahasver organizirao je veliku gozbu za uzvanike i narod. Želio je pokazati ljepotu i privlačnost svoje kraljice Vašti, no ona je odbila doći. Stoga je nakon savjetovanja sa suradnicima, odbacio Vašti. Naredio je da se potraže sve djevice lijepa izgleda, između kojih će izabrati novu kraljicu. Izabrana je Židovka Estera. Nju je odgajao rođak Mordokaj, jer nije imala ni oca ni majke (Est 2,7). "Svakoga je dana Mordokaj šetao pred dvorištem harema da bi doznao kako se Estera osjeća i kako se prema njoj odnose (Est 2,11)".
Poslije tih događaja, kralj Ahasver je promaknuo "Hamana, Hamdatina sina, Agađanina (Est 3,1)." Službenici su se klanjali Hamanu, osim Mordokaja, koji je smatrao da se jedino treba Bogu klanjati. To je duboko uvrijedilo Hamana, koji je Židove ocrnio i oklevetao pred kraljem i postigao da se izda dokument po kojem će se na određen dan pogubiti svi Židovi u kraljevstvu. Nakon što su to saznali, Židovi su tugovali i postili. Mordokaj je nagovarao Esteru, da ode do kralja i zauzme se za Židove. Ona se boji nepozvana otići kralju, jer se to kažnjava smrtnom kaznom. Nakon toga, Mordokaj joj poruči: "Nemoj misliti da ćeš se zato što se nalaziš u kraljevoj palači spasiti jedina od svih Židova (Est 4,13)." Estera je pristala i poručila da za nju poste svi Židovi tri dana i tri noći prije nego ode kralju. Dotjerala se i otišla kralju. Tamo joj je pozlilo od straha, ali se zbog toga kralj smilovao i nije je kaznio što je došla nepozvana. Pozvala je kralja i Hamana na gozbu. Kralj joj na gozbi obeća, da će joj uslišati bilo koju želju. Estera ih pozove na još jednu gozbu, na kojoj će reći svoju želju.
U međuvremenu, kralju je palo na pamet, da je Mordokaj jednom otkrio urotu protiv kralja, a za to nije dobio nikakvu nagradu. Naložio je Hamanu, da mu javno u kraljevo ime iskaže poštovanje i čast, što je Haman nevoljko i učinio. Kraljica je na gozbi molila milost za sebe i židovski narod. Kralj je na to pristao i usput dao pogubiti Hamana, jer je bio nepravedan. Hamana je zamijenio Mordokaj, kao drugi čovjek poslije kralja. Imao je kraljevo dopuštenje, da u njegovo ime i s kraljevskim pečatom napiše dokument o Židovima, koji god želi. "Kralj je dopustio Židovima po svim gradovima da se mogu sastajati, braniti svoj život te uništiti, ubiti i zatrti svaku vojsku narodnu ili pokrajinsku koja bi ih napala, ne štedeći ni djecu ni žene, a slobodno im je oplijeniti njihova dobra (Est 8,11)".
Uz to, ustanovljen je blagdan Purim, koji Židovi slave i u današnje vrijeme: "Naložio im je da četrnaesti i petnaesti dan mjeseca Adara svake godine slave kao dane u kojima su Židovi postigli spokoj od svojih neprijatelja i kao mjesec koji je bio pretvorio u radost njihovu tugu a u blagdan njihovo žalovanje (Est 9,21-22)."